# Guča
Guča (in serbo Гуча) è una cittadina della Serbia centrale situata nella municipalità di Lučani, nel distretto di Moravica. Ha una popolazione di circa 2 000 abitanti.

## Il festival di Guča
La cittadina di Guča è famosa in Serbia, nei Balcani e nel mondo per il suo festival di trombe, che si svolge regolarmente dal 1961.